# 1836 في المملكة المتحدة
فيما يلي قوائم الأحداث التي وقعت خلال عام 1836 في المملكة المتحدة.

## كتب
من الكتب التي صدرت هذه السنة في المملكة المتحدة:
- 1 فبراير – قصاصات بوز من تأليف تشارلز ديكنز.
- 1 أبريل – مذكرات بيكويك من تأليف تشارلز ديكنز.

## مواليد

### مارس
- 12 مارس – إيزابيلا بيتون

### مايو
- 17 مايو – جوزيف نورمان لوكير

### يوليو
- 20 يوليو – كليفورد ألبوت طبيب بريطاني.

### سبتمبر
- 7 سبتمبر – هنري كامبل بانرمان سياسي بريطاني.

### أكتوبر
- 22 أكتوبر – مونغو بارك لاعب غولف من المملكة المتحدة.

### نوفمبر
- 18 نوفمبر – ويليام إشونك جلبرت

## وفيات

### فبراير
- 4 فبراير – وليام جيل (مواليد 1777)

### أبريل
- 7 أبريل – ويليام غودوين (مواليد 1756)

### أغسطس
- 25 أغسطس – وليام ليتش (مواليد 1790)

### سبتمبر
- 2 سبتمبر – وليام هنري (مواليد 1774) كيميائي بريطاني.
- 3 سبتمبر – دانيال مندوزا (مواليد 1764) ملاكم من المملكة المتحدة.
- 7 سبتمبر – جون بوند (مواليد 1767) عالم فلك بريطاني.
- 21 سبتمبر – جون ستافورد سميث (مواليد 1750) ملحن بريطاني.

### نوفمبر
- 26 نوفمبر – جون لودون ماك آدم (مواليد 1756)